# Benedikt Obermüller
Benedikt „Beni” Obermüller (ur. 11 kwietnia 1930 w Rottach-Egern, zm. 10 maja 2005 tamże) – niemiecki narciarz alpejski, srebrny medalista mistrzostw świata.
Wystartował na igrzyskach olimpijskich w Oslo w 1952 roku, gdzie zajął 13. miejsce w slalomie, 17. w zjeździe i 28. w gigancie. Podczas rozgrywanych dwa lata później mistrzostw świata w Åre wywalczył srebrny medal w slalomie. W zawodach tych rozdzielił Steina Eriksena z Norwegii i Austriaka Toniego Spissa. Na tej samej imprezie zajął też 26. miejsce w gigancie. W 1956 roku wystąpił na igrzyskach olimpijskich w Cortinie d’Ampezzo, zajmując 48. miejsce w gigancie i 9. w slalomie. Brał również udział w mistrzostwach świata w Badgastein w 1958 roku, gdzie zajmował 9. miejsce w kombinacji, 14. w gigancie, 15. w slalomie oraz 20. w zjeździe.
W latach 1952, 1953, 1955, 1957 i 1959 był mistrzem kraju w slalomie. Ponadto w 1959 roku był też najlepszy w gigancie.

## Osiągnięcia

### Igrzyska olimpijskie
| Miejsce | Dzień       | Rok  | Miejscowość       | Konkurencja | Czas biegu | Strata | Zwycięzca        |
| ------- | ----------- | ---- | ----------------- | ----------- | ---------- | ------ | ---------------- |
| 28.     | 15 lutego   | 1952 | Oslo              | Gigant      | 2:25,0     | +16,4  | Stein Eriksen    |
| 17.     | 16 lutego   | 1952 | Oslo              | Zjazd       | 2:30,8     | +12,1  | Zeno Colò        |
| 13.     | 19 lutego   | 1952 | Oslo              | Slalom      | 2:00,0     | +7,5   | Othmar Schneider |
| 48.     | 29 stycznia | 1956 | Cortina d’Ampezzo | Gigant      | 3:00,1     | +42,8  | Toni Sailer      |
| 9.      | 31 stycznia | 1956 | Cortina d’Ampezzo | Slalom      | 3:14,7     | +12,8  | Toni Sailer      |

### Mistrzostwa świata
| Miejsce | Dzień       | Rok  | Miejscowość       | Konkurencja | Czas biegu | Strata     | Zwycięzca        |
| ------- | ----------- | ---- | ----------------- | ----------- | ---------- | ---------- | ---------------- |
| 28.     | 15 lutego   | 1952 | Oslo              | Gigant      | 2:25,0     | +16,4      | Stein Eriksen    |
| 17.     | 16 lutego   | 1952 | Oslo              | Zjazd       | 2:30,8     | +12,1      | Zeno Colò        |
| 13.     | 19 lutego   | 1952 | Oslo              | Slalom      | 2:00,0     | +7,5       | Othmar Schneider |
| 2.      | 1 marca     | 1954 | Åre               | Slalom      | 2:20,06    | +5,77      | Stein Eriksen    |
| 26.     | 3 marca     | 1954 | Åre               | Gigant      | 1:52,5     | +8,7       | Stein Eriksen    |
| 48.     | 29 stycznia | 1956 | Cortina d’Ampezzo | Gigant      | 3:00,1     | +42,8      | Toni Sailer      |
| 9.      | 31 stycznia | 1956 | Cortina d’Ampezzo | Slalom      | 3:14,7     | +12,8      | Toni Sailer      |
| 15.     | 2 lutego    | 1958 | Badgastein        | Slalom      | 1:55,1     | +17,0      | Josef Rieder     |
| 14.     | 5 lutego    | 1958 | Badgastein        | Gigant      | 1:48,8     | +10,0      | Toni Sailer      |
| 20.     | 9 lutego    | 1958 | Badgastein        | Zjazd       | 2:28,5     | +12,6      | Toni Sailer      |
| 9.      | 9 lutego    | 1958 | Badgastein        | Kombinacja  | 0,36 pkt   | +24,13 pkt | Toni Sailer      |